# Saint-Maugan
Saint-Maugan (bretonisch: Sant-Malgant; Gallo: Saent-Maugant) ist eine französische Gemeinde mit 518 Einwohnern (Stand: 1. Januar 2022) im Département Ille-et-Vilaine in der Region Bretagne; sie gehört zum Arrondissement Rennes und zum Kanton Montauban-de-Bretagne. Die Einwohner werden Malganais genannt.

## Geographie
Saint-Maugan liegt etwa 29 Kilometer westlich von Rennes am Fluss Meu, der die südliche Gemeindegrenze bildet. Umgeben wird Saint-Maugan von den Nachbargemeinden Iffendic im Norden und Osten, Saint-Gonlay im Südosten und Süden, Bléruais im Südwesten, Muel im Westen sowie Saint-Onen-la-Chapelle im Nordwesten.

## Bevölkerungsentwicklung
| Jahr                       | 1962 | 1968 | 1975 | 1982 | 1990 | 1999 | 2006 | 2013 | 2020 |
| Einwohner                  | 411  | 363  | 322  | 321  | 384  | 349  | 494  | 568  | 533  |
| Quellen: Cassini und INSEE |      |      |      |      |      |      |      |      |      |

## Sehenswürdigkeiten

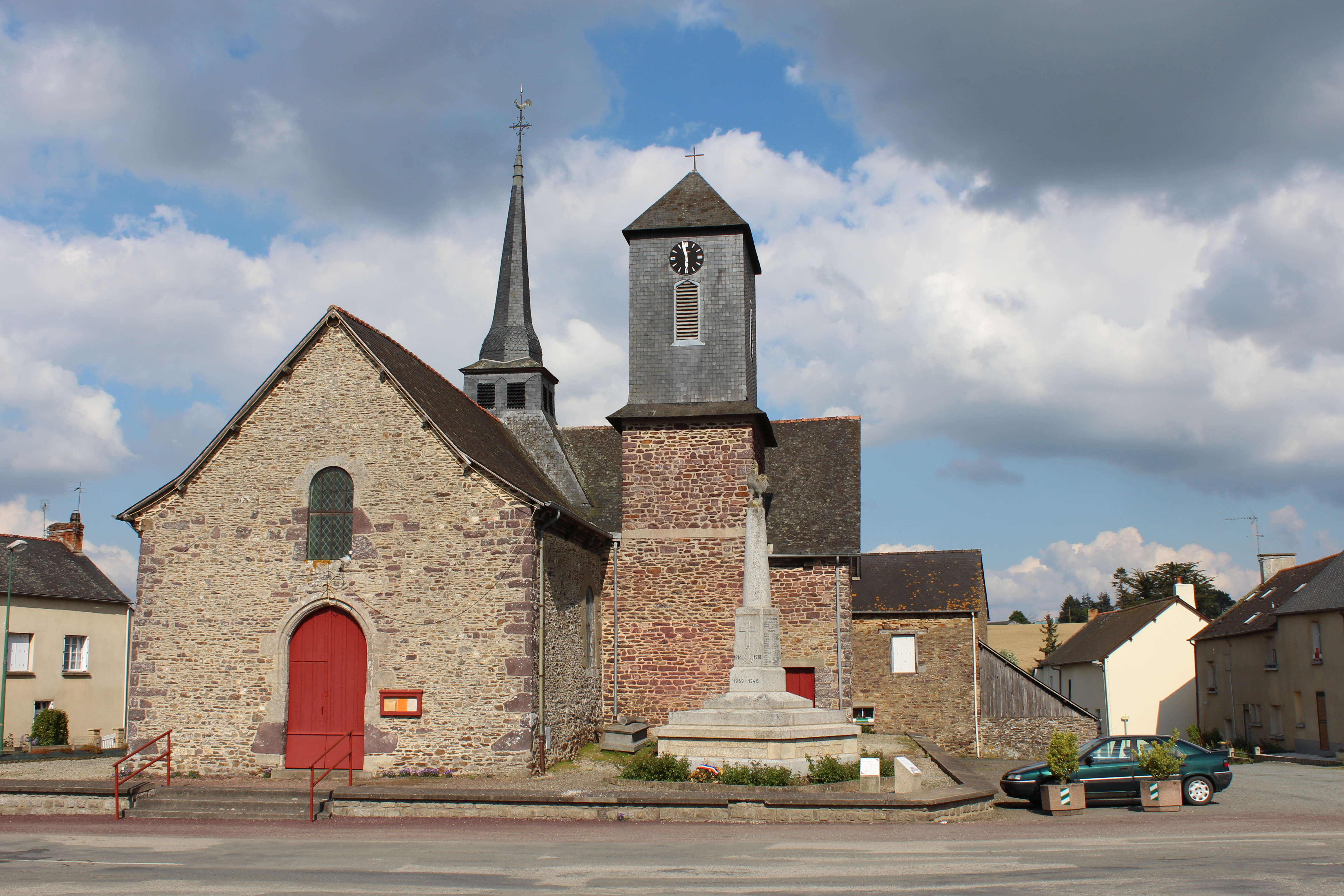
Kirche Saint-Maugan

- Kirche Saint-Maugan
- Schloss Montoray
- Schloss La Basse Ardane